# 呂昊天
呂昊天（1997年11月29日—）是一名来自中华人民共和国的斯诺克选手，值得注意的是他曾經是职业台球比赛中最年轻的斯诺克选手之一，他在14岁的时候就进入了2012年国际锦标赛的四分之一决赛。